# Boophis doulioti
Boophis doulioti es una especie de anfibios de la familia Mantellidae.
Es endémica de Madagascar.
Su hábitat natural incluye bosques tropicales o subtropicales secos, sabanas secas, zonas de arbustos, pantanos, marismas intermitentes de agua dulce, tierras de pastos, tierras agrícolas inundadas en algunas estaciones y canales y diques.